# لوسيل بلانش
لوسيل بلانش (بالإنجليزية: Lucile Blanch)‏ هي رسامة أمريكية، ولدت في 31 ديسمبر 1895 في هاولي في الولايات المتحدة، وتوفيت في 31 أكتوبر 1981 في كينغستون في الولايات المتحدة.